# فمینازی

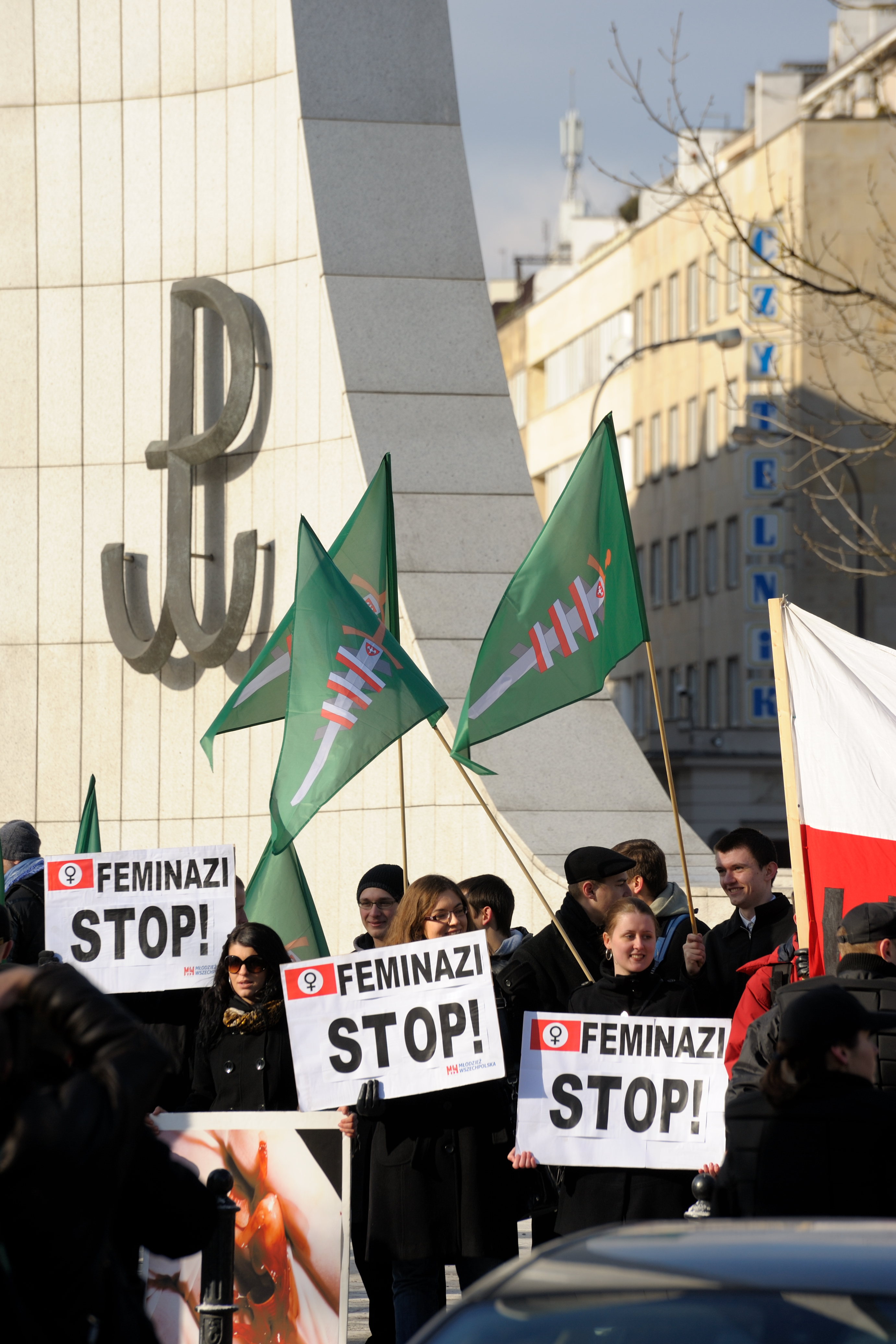
جمع فمینازی

فمینازی (انگلیسی: Feminazi) لفظی تحقیرآمیز برای فمینیست‌ها است که راش لیمبو میزبان شوی رادیویی از نظر سیاسی محافظه‌کار آمریکایی آن را شهرت بخشیده‌است.
فمینازی یک تکواژ چندوجهی از اسم‌های فمینیسم و نازیسم است. بنا بر لغتنامه اسلنگ سیاسی آمریکایی آکسفورد، (به‌طور تحقیرآمیزی) به «یک فمینیست راسخ یا زن بااراده» اشاره دارد. ابتکار استفاده از آن منتسب به راش لیمبو میزبان شوی رادیویی محافظه‌کار آمریکایی است که به آن شهرت داده‌است.
لیمبو که منتقد صریح‌الهجه جنبش فمینیستی بوده‌است، اظهار داشته که لفظ فمینازی به «فمینیسم رادیکال» اشاره دارد که هدفش «بیشتر شدن سقط جنین تا بیشترین حد ممکن» است، گروه کوچکی که او مشخصه‌شان را داشتن «طلب قدرت» و این باور که «مردان لازم نیستند» می‌داند. لیمبو این زنان را از افراد با حسن نیت ولی گمراهی که خود را فمینیست می‌خوانند متمایز می‌کند. به هر روی این لفظ در اشاره به کل فمینیسم به‌طور گسترده کاربرد یافته‌است.
به نوشته توریل مویی، کلمات لیمبو، از میانه دهه ۱۹۹۰، باعث گردشی در دریافت عمومی از فمینیسم در گستره طیف سیاسی آمریکا شد، و آمریکاییان فمینیست‌ها را به صورت زنان جزم اندیش و تشنه قدرتی دیدند که از مردان متنفرند و قادر به به چالش کشیدن فرضیات خود نیستند؛ گرچه لفظ فمینازی ممکن است در اشاره به گروه کوچکی از فمینیست‌های خاصی ایجاد شده باشد، به صورت کلیشه ای برای همه فمینیست‌ها یا زنان درآمد. مویی می‌نویسد که فمینیسم به صورت «واژه ف-دار» درآمد، برچسبی که زنان، حتی آنها که با اهداف فمینیسم موافق بودند، در استفاده کردن آن برای خود مردد بودند مبادا که به عنوان فمینازی دیده شوند.